# Sonderpostenmarkt

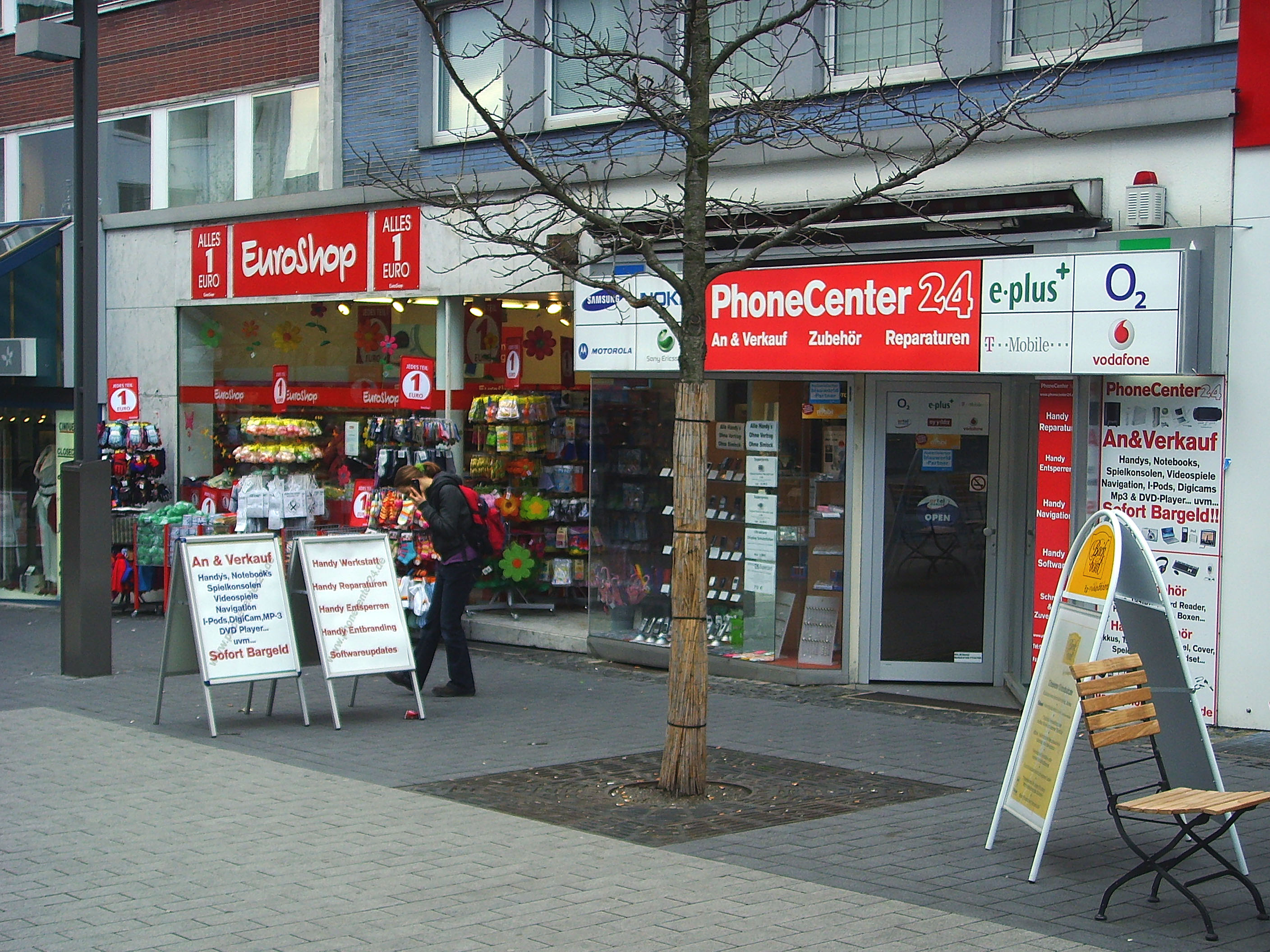
Ein Billigladen in der Bochumer Innenstadt

Als Sonderpostenmarkt bezeichnet man eine Betriebsform im Einzelhandel, die durch ein ständig wechselndes Sortiment im Rahmen einer Niedrigpreisstrategie aus dem Niedrigpreissektor gekennzeichnet ist. 
Kleine Sonderpostenmärkte in Innenstädten werden häufig von Einzelunternehmern betrieben. Teilweise werden Sonderpostenmärkte aber auch als überregionale Handelsketten betrieben, beliefert aus riesigen Zentrallagern. Überregionale Handelsketten sind unter anderem Tedi, Thomas Philipps, Schum EuroShop, Pfennigpfeiffer oder Mäc-Geiz. Kennzeichnend für Sonderpostenmärkte ist auch, dass die Beschäftigten häufig im Niedriglohn-Sektor arbeiten.

## Sortiment
Im Unterschied zu Discountern haben Sonderpostenmärkte häufig keine Kernartikel dauerhaft im Sortiment. Kennzeichnend ist meist der weitgehende Verzicht auf Lebensmittel („Non-Food“). Typische Sortimente sind niedrigpreisige Haushaltsartikel, Werkzeuge von geringer Qualität, modische Accessoires, Dekoartikel, Schreibwaren. Die Sortimentstiefe ist in der Regel gering. Im Gegensatz zu den Discountern, die heute nicht selten sogar Waren aus dem dreistelligen Euro-Preisbereich zu günstigen Konditionen anbieten, beschränken sich Sonderpostenmärkte in der Regel auf niedrigpreisige Warensortimente (zwischen 99 Cent und deutlich unter hundert Euro).

## Lage und Erscheinungsbild
Sonderpostenmärkte sind eine Erscheinungsform des sogenannten Downtrading, also der Zunahme immer preisgünstigerer und minderwertiger Warenangebote im Zuge der „Verödung“ der Innenstädte und der Abwanderung des Einzelhandels auf die grüne Wiese. Sie nutzen leerstehende Ladenlokale mit reduziertem Mietzins, häufig in B-Lagen von Fußgängerzonen, oder auch leerstehende Handelsgewerbeimmobilien und Lagerhallen an mietgünstigen Stadtrandlagen. Durch die in den letzten Jahren zunehmende Krise des innerstädtischen Einzelhandels sind Sonderpostenmärkte mitunter auch in besseren Innenstadtlagen anzutreffen, insbesondere dort, wo eine Immobilie vor erneuter Nutzung saniert oder umgebaut werden muss. Hier etablieren sich Sonderpostenmärkte oft als Zwischennutzer bis zur anderweitigen Verwendung.
Die Gestaltung der Filialen ist entsprechend dem Warenangebot und der Lage meist sehr einfach, auf Dekorationen oder eine aufwendigere Präsentation der Waren wird üblicherweise verzichtet. Bei von Einzelunternehmern betriebenen Geschäften hat die Geschäftseinrichtung häufig zudem einen eher improvisierten Charakter, indem die Räumlichkeiten kaum renoviert wurden oder noch von früheren Mietern stammende Ladenausstattung einfach weiterverwendet wird.

## Kundenspektrum
Die Kundenschicht besteht zum einen aus den kaufkraftarmen Bevölkerungsschichten. Ein weiterer wesentlicher Teil der Kunden sind Impulskäufer, die durch auffällige Warenbewerbung (z. B. zahlreiche „Wühltische“ und Präsenter vor dem Laden), Hervorhebung von niedrigen Preisschwellen („Jeder Artikel 99 Cent“) und Ähnliches zu einem Kauf ohne aktuellen Bedarf angeregt werden.
Ein Teil der Käufer sucht diese Märkte auf in der Erkenntnis, dass die Preisaufschläge zum Teil erheblich niedriger sind als in der normalen Einzelhandels-Distribution. Dafür wird hingenommen, dass das Warenangebot weder ein Vollsortiment noch eine langzeitliche Konstanz bietet.
Spätestens während des Covid-Lockdown haben viele Betreiber Lebensmittel und Tiernahrung für die Grundversorgung aufgenommen, um der zwangsweisen Schließung zu entgehen.

## Vertriebskanäle
Auch andere Betriebsformen des Einzelhandels, insbesondere Discounter, aber beispielsweise auch Warenhäuser und Baumärkte, Drogerie- und Textilketten, haben zunehmend dauerhafte Sonderposten-Abteilungen oder zeitlich befristete Sonderposten-Aktionen in ihr Angebot integriert. Die Discounter greifen hierbei jedoch nur auf ein kleines Teilsortiment der Sonderposten zurück, die sogenannten Schnelldreher, die sich innerhalb weniger Tage weitgehend abverkaufen lassen.
Spezialfälle von Sonderpostenmärkten sind sogenannte „1-Euro-Shops“, bei denen ein Großteil des Warensortimentes 1 Euro oder 99 Cent kostet (die Artikel sind dann zwar „billig“, aber nicht unbedingt „ihren Preis wert“, denn der eigentliche Warenwert liegt häufig deutlich darunter).
Die Sortimente der nicht mehr bestehenden Metzen-Kette bildeten einen Extremfall. Metzen kaufte nach dem Zusammenbruch der DDR Waren aus alten DDR-Betrieben und ehemaligen NVA-Beständen auf. Unter anderem waren bei Metzen beispielsweise NVA-Gasmasken zu Pfennigpreisen im Angebot, großteils nicht einmal funktionstüchtig.
Ein weiterer Vertriebskanal von Sonderposten kann der sogenannte Fliegende Handel sein. Hier werden die Waren nicht stationär im Ladengeschäft zum Verkauf angeboten, sondern beispielsweise direkt vom Lkw-Container, in wochenweise angemieteten Lagerhallen, auf Jahrmärkten oder Flohmärkten.

## Warenquellen
Das Herkunftspektrum der Sonderpostenartikel setzt sich (unter anderem) zusammen aus:
- Überproduktionen
- Auslaufware aufgrund Sortimentswechsel,
- in anderen Betriebsformen nicht abverkaufte Waren,
- Insolvenz- bzw. Liquidationsmassen,
- Graumarktwaren (z. B. Reimporte),
- speziell für Sonderpostenverkäufe produzierte Ware.

Die Märkte werden in der Regel von auf Sonderposten spezialisierten Großhändlern beliefert. Die Ursprungsländer der angebotenen Produkte sind weit überwiegend im ostasiatischen Raum zu finden (China bzw. Hongkong, Vietnam usw.).